# Les Clérimois
Les Clérimois település Franciaországban, Yonne megyében. Lakosainak száma 298 fő (2022. január 1.). Les Clérimois Lailly, Foissy-sur-Vanne, Fontaine-la-Gaillarde, Pont-sur-Vanne, Voisines és Les Vallées de la Vanne községekkel határos.

## Népesség
A település népességének változása:
| Lakosok száma | 281  | 291  | 301  | 297  | 299  | 301  | 299  | 300  | 298  |
|               | 2013 | 2015 | 2016 | 2017 | 2018 | 2019 | 2020 | 2021 | 2022 |